# Île-Molène
Île-Molène (en bretó Molenez) és un municipi francès, situat a la regió de Bretanya, al departament de Finisterre. L'any 2006 tenia 221 habitants. És una illa del Canal de la Mànega que ha inspirat alguna de les novel·les d'Henri Queffélec. És un dels municipis que ha signat la carta Ya d'ar brezhoneg.

## Demografia
| 1962                                       | 1968 | 1975 | 1982 | 1990 | 1999 |
| ------------------------------------------ | ---- | ---- | ---- | ---- | ---- |
| 596                                        | 527  | 397  | 330  | 277  | 264  |
| Des de 1962: població sense dobles comptes |      |      |      |      |      |

## Administració
| Període   | Identitat                    | Partit |
| --------- | ---------------------------- | ------ |
| 2001-2008 | Marie-Thérèse Callac-Olivier |        |
| 2008-     | Jean-François Rocher         |        |